# Pável Pérez
Pável Uriel Pérez Hernández (Tala, Jalisco, 26 de junio de 1998) es un futbolista mexicano. Juega como centrocampista en el Club Necaxa  de la Primera División de México.

## Trayectoria
Inicio en la cantera del Guadalajara, teniendo mucha más actividad en el equipo de Liga Premier.
Para el 2020 es prestado al CD Toledo SAD de la Tercera División de España y para la segunda mitad del año, llega al Tepatitlán FC. En dicho equipo, logró el doblete de campeonatos; el torneo Clausura 2021 de la Liga de Expansión MX y el campeón de campeones 2020-21.
En 2021, regresa a la institución del Guadalajara para jugar en la filial de Liga de Expansión MX: el CD Tapatío, debuta en la Liga MX con el Guadalajara de la mano de Víctor Manuel Vucetich, el 7 de agosto de 2021 en el partido ante Bravos de Juárez, entró en la segunda mitad por Juan de Dios Aguayo.

## Palmarés

### Campeonatos nacionales
| Título               | Equipo     | País   | Año     |
| -------------------- | ---------- | ------ | ------- |
| Expansión MX         | Tepatitlán | México | 2021    |
| Campeón de Campeones | Tepatitlán | México | 2020-21 |